# Fuente del Maestre
Fuente del Maestre és un municipi de la província de Badajoz, a la comunitat autònoma d'Extremadura.

## Fills il·lustres
- Pedro Pírfano Zambrano (1919-2009) director d'orquestra i cors.